# María Penella
María Penella Gómez (Ciudad de México, México; 4 de octubre de 1991), conocida artísticamente como María Penella, es una actriz y comediante mexicana. Es la nieta del también reconocido actor y comediante mexicano Roberto Gómez Bolaños el cual falleció en 2014, así como sobrina del productor mexicano de telenovelas Roberto Gómez Fernández.

## Carrera
María nació en la Ciudad de México en el año de 1991. Inició su carrera artística desde niña a la edad de los 12 años en el ámbito del teatro en varias obras y puestas en escena como lo fueron Ana Frank, Anita, la huerfanita, El hombre de la mancha, entre otras y también por hacer algunos monólogos de comedia.
Su primer papel debut fue en 2016 en televisión con la telenovela de época de El hotel de los secretos interpretando a 'Rocío' y misma que produjo su tío el productor Roberto Gómez Fernández, y al lado de figuras como Erick Elías, Irene Azuela, la primera actriz Diana Bracho y más.  
En 2021, consigue su primer papel estelar en la telenovela de Carmen Armendariz, Te acuerdas de mí versión de la novela turca Gecenin Kraliçesi, dando vida a 'Marina Cáceres' y compartiendo créditos con Fátima Molina, Gabriel Soto, Guillermo García Cantú y entre otros.

## Filmografía

### Televisión
- Regalo de amor (2025) - Tomasa Rosales Guerrero[4]
- Mujer de nadie  (2022) - Casilda[5]
- Te acuerdas de mí (2021) - Marina Cáceres Castillo[6][7]
- Cómo sobrevivir soltero (2020) - Mars
- El hotel de los secretos (2016) - Rocío

### Cine
- El baile de los 41 (2020) - Julia
- Vale la pena (2016) - María
- Mr. S. (2013) - Trabajadora social de oficina

### Teatro
- Las Lobas ... (2023)
- Pequeña voz ... (2019)
- Noche de reyes ... (2018)
- Casi normales ... (2018)
- Los Miserables ... (2017)
- El hombre de La Mancha ... (2016-2017)
- El diario de Ana Frank ... (2009)